# María Teresa de Valencia y Junco Pimentel
María Teresa de Valencia y Junco Pimentel (Madrid, 13 de abril de 1809-Madrid, 31 de marzo de 1875) también conocida como María Teresa de Alcalá-Galiano y Bermúdez por su nombre de casada, fue una noble, aristócrata, funcionaria y política española. III condesa de Casa Valencia, y última administradora real de la Casa de Moneda de Popayán.

## Biografía
Nació en la ciudad de Madrid (durante la España ocupada por las tropas napoleónicas de José I) el 13 de abril de 1809, única hija fruto del matrimonio entre Pedro Felipe de Valencia y María Antonia Junco Pimentel y Rosales.
Por línea paterna, pertenecía a la familia Valencia, la cual tuvo presencia en los ámbitos administrativos y económicos tanto en Popayán como en España. Entre sus antepasados se cuentan:  
- Francisco de Valencia y Sáenz del Pontón, su abuelo, quien recibió el título de I conde de Casa Valencia por concesión del rey Carlos IV en 1789.[3]
- Pedro Agustín de Valencia, su bisabuelo, quien obtuvo autorización real de Fernando VI para fundar la Casa de Moneda de Popayán y fue su primer Tesorero Perpetuo.[4][5]
- Pedro de Valencia y Aranda, su tatarabuelo, originario de Málaga, se estableció en Popayán a inicios del siglo XVIII, donde ocupó el cargo de alcalde ordinario en dos ocasiones (1723 y 1751).[4]

En el año de 1811, su padre se embarcó hacia el Virreinato de la Nueva Granada, con la intención de resolver asuntos relacionados con la Casa de Moneda de Popayán. No obstante, en secreto dio su apoyo a la causa independentista que atravesaba la reconquista española de Pablo Morillo, durante su visita a Popayán prestó sus tierras y propiedades al bando neogranadino, acciones que lo llevaron a ser apresado en octubre de 1816 por los realistas victoriosos tras la caída de las Provincias Unidas, siendo trasladado a Santafé donde fue condenado a morir fusilado tras una reunión del conde con el general Morillo.
Pedro Felipe de Valencia fue fusilado el 5 de octubre de 1816, en el patíbulo de la plaza de armas (hoy Plaza de Bolívar), sus restos fueron desmembrados y dispersados por toda la capital virreinal, quedando María Teresa huérfana de padre con tan solo nueve años de edad.

## Títulos y cargos

### Condado de Casa Valencia
María Teresa heredó de iure el título sobre el condado de Casa Valencia tras el fusilamiento de su padre, con tan solo nueve años quedó bajo la regencia de su madre viuda. No fue sino hasta la expedición de una real carta en el año de 1826 que María fue reconocida oficialmente como la nueva condesa.
Ostentó también el título de vizcondesa del Pontón. 

### Administración Real de la Casa de Moneda
Con la ejecución de su padre, María Teresa paso a ocupar nominalmente su título administrativo sobre la Casa de Moneda de Popayán, que en ese momento atravesaba una seria crisis por los vaivenes políticos que atravesaba la provincia pasando de manos realistas a libertadoras y viceversa.
No obstante, la condesa no fue reconocida de forma inmediata como tal por las autoridades españolas, influyendo sobre todo su minoría de edad. Por lo que quedó en manos de su madre la disputa de pleitos legales con la corona por el reconocimiento en la tesorería y administración de la Casa de Moneda.
Sin embargo, el colapso del dominio español sobre Popayán en 1820 y su inminente conquista por las tropas libertadoras, obligó a que le presidente de la Real Audiencia de Quito, Juan de la Cruz Mourgeon ordenara el 26 de diciembre de 1821 desmantelar la casa de moneda y trasladar todo utensilio llevable para su protección, dejando solo en la ciudad, los volantes grandes, las fraguas y los molinos de viento, concluyendo así su rápido declive, que culminó con la casona abandonada y el fin de la Real Casa de la Moneda de Popayán. Quedando así abolido el título administrativo y la propiedad de los Valencia sobre la antigua ceca española que pasó a manos estatales grancolombianas.

## Matrimonio y descendencia
María Teresa de Valencia contrajo matrimonio con Juan Antonio Alcalá-Galiano y Bermúdez en la ciudad de Madrid el 13 de abril de 1826, de esta unión nacieron:
- María de las Mercedes Alcalá-Galiano y Valencia
- Emilio Alcalá-Galiano y Valencia, IV conde de Casa Valencia
- Elena Alcalá-Galiano y Valencia

## Fallecimiento
María Teresa de Valencia falleció en su ciudad natal de Madrid el 31 de marzo de 1875 a los 66 años, fue la última condesa de la dinastía Valencia en ostentar el título condal cedido a su abuelo Francisco de Valencia y Sáenz del Pontón, pasando el condado a manos de su hijo Emilio y sus descendientes de la casa de Alcalá-Galiano, a lo que se suma la grandeza de España, concedida por el rey Alfonso XII en 1884.

## Ancestros
| \| \| \| \| \| \| \| \| \| \| \| \| \| \| \| \| \| \| \| \| 8. Pedro Agustín de Valencia, I tesorero perpetuo de la Casa de Moneda de Popayán \| \| \| \| \| \| \| \| \| \| \| \| \| \| \| \| \| \| \| \| \| \| \| \| \| \| \| \| \| \| \| \| \| \| \| \| \| \| \| \| \| \| \| \| \| \| \| \| \| \| \| \| \| \| 4. Francisco de Valencia y Sáenz del Pontón, I conde de Casa Valencia \| \| \| \| \| \| \| \| \| \| \| \| \| \| \| \| \| \| \| \| \| \| \| \| \| \| \| \| \| \| \| \| \| \| \| \| \| \| \| \| \| \| \| \| \| \| \| \| \| \| \| \| \| \| 9. Gerónima Rosa Sáenz del Pontón \| \| \| \| \| \| \| \| \| \| \| \| \| \| \| \| \| \| \| \| \| \| \| \| \| \| \| \| \| \| \| \| \| \| \| \| \| \| \| \| \| \| \| \| \| \| \| \| \| \| \| \| \| \| 2. Pedro Felipe de Valencia y Codallos, II conde de Casa Valencia \| \| \| \| \| \| \| \| \| \| \| \| \| \| \| \| \| \| \| \| \| \| \| \| \| \| \| \| \| \| \| \| \| \| \| \| \| \| \| \| \| \| \| \| \| \| \| \| \| \| \| \| \| \| 10. Felipe Codallos, Consejero de Castilla \| \| \| \| \| \| \| \| \| \| \| \| \| \| \| \| \| \| \| \| \| \| \| \| \| \| \| \| \| \| \| \| \| \| \| \| \| \| \| \| \| \| \| \| \| \| \| \| \| \| \| \| \| \| 5. María Josefa Codallos Bernaldo de Palacio \| \| \| \| \| \| \| \| \| \| \| \| \| \| \| \| \| \| \| \| \| \| \| \| \| \| \| \| \| \| \| \| \| \| \| \| \| \| \| \| \| \| \| \| \| \| \| \| \| \| \| \| \| \| 11. Juliana Palacio \| \| \| \| \| \| \| \| \| \| \| \| \| \| \| \| \| \| \| \| \| \| \| \| \| \| \| \| \| \| \| \| \| \| \| \| \| \| \| \| \| \| \| \| \| \| \| \| \| \| \| \| \| \| 1. María Teresa de Valencia y Junco Pimentel, III condesa de Casa Valencia \| \| \| \| \| \| \| \| \| \| \| \| \| \| \| \| \| \| \| \| \| \| \| \| \| \| \| \| \| \| \| \| \| \| \| \| \| \| \| \| \| \| \| \| \| \| \| \| \| \| \| \| \| \| 6. Antonio de Junco Pimentel \| \| \| \| \| \| \| \| \| \| \| \| \| \| \| \| \| \| \| \| \| \| \| \| \| \| \| \| \| \| \| \| \| \| \| \| \| \| \| \| \| \| \| \| \| \| \| \| \| \| \| \| \| \| 3. María Antonia de Junco Pimentel y Rosales \| \| \| \| \| \| \| \| \| \| \| \| \| \| \| \| \| \| \| \| \| \| \| \| \| \| \| \| \| \| \| \| \| \| \| \| \| \| \| \| \| \| \| \| \| \| \| \| \| \| \| \| \| \| 7. María Antonia de Rosales y Angulo \| \| \| \| \| \| \| \| \| \| \| \| \| \| \| \| \| \| \| \| \| \| \| \| \| \| \| \| \| \| \| \| \| \| \| \| \| \| \| \| \| \| \| \| \| \| \| \| \| \| \| \| |                                                                                   |  |  |  |  |  |  |  |  |  |  |  |  |  |  |  |
| |                                                                                   |  |  |  |  |  |  |  |  |  |  |  |  |  |  |  |
| | 8. Pedro Agustín de Valencia, I tesorero perpetuo de la Casa de Moneda de Popayán |  |  |  |  |  |  |  |  |  |  |  |  |  |  |  |
| |                                                                                   |  |  |  |  |  |  |  |  |  |  |  |  |  |  |  |
| |                                                                                   |  |  |  |  |  |  |  |  |  |  |  |  |  |  |  |
| | 4. Francisco de Valencia y Sáenz del Pontón, I conde de Casa Valencia             |  |  |  |  |  |  |  |  |  |  |  |  |  |  |  |
| |                                                                                   |  |  |  |  |  |  |  |  |  |  |  |  |  |  |  |
| |                                                                                   |  |  |  |  |  |  |  |  |  |  |  |  |  |  |  |
| | 9. Gerónima Rosa Sáenz del Pontón                                                 |  |  |  |  |  |  |  |  |  |  |  |  |  |  |  |
| |                                                                                   |  |  |  |  |  |  |  |  |  |  |  |  |  |  |  |
| |                                                                                   |  |  |  |  |  |  |  |  |  |  |  |  |  |  |  |
| | 2. Pedro Felipe de Valencia y Codallos, II conde de Casa Valencia                 |  |  |  |  |  |  |  |  |  |  |  |  |  |  |  |
| |                                                                                   |  |  |  |  |  |  |  |  |  |  |  |  |  |  |  |
| |                                                                                   |  |  |  |  |  |  |  |  |  |  |  |  |  |  |  |
| | 10. Felipe Codallos, Consejero de Castilla                                        |  |  |  |  |  |  |  |  |  |  |  |  |  |  |  |
| |                                                                                   |  |  |  |  |  |  |  |  |  |  |  |  |  |  |  |
| |                                                                                   |  |  |  |  |  |  |  |  |  |  |  |  |  |  |  |
| | 5. María Josefa Codallos Bernaldo de Palacio                                      |  |  |  |  |  |  |  |  |  |  |  |  |  |  |  |
| |                                                                                   |  |  |  |  |  |  |  |  |  |  |  |  |  |  |  |
| |                                                                                   |  |  |  |  |  |  |  |  |  |  |  |  |  |  |  |
| | 11. Juliana Palacio                                                               |  |  |  |  |  |  |  |  |  |  |  |  |  |  |  |
| |                                                                                   |  |  |  |  |  |  |  |  |  |  |  |  |  |  |  |
| |                                                                                   |  |  |  |  |  |  |  |  |  |  |  |  |  |  |  |
| | 1. María Teresa de Valencia y Junco Pimentel, III condesa de Casa Valencia        |  |  |  |  |  |  |  |  |  |  |  |  |  |  |  |
| |                                                                                   |  |  |  |  |  |  |  |  |  |  |  |  |  |  |  |
| |                                                                                   |  |  |  |  |  |  |  |  |  |  |  |  |  |  |  |
| | 6. Antonio de Junco Pimentel                                                      |  |  |  |  |  |  |  |  |  |  |  |  |  |  |  |
| |                                                                                   |  |  |  |  |  |  |  |  |  |  |  |  |  |  |  |
| |                                                                                   |  |  |  |  |  |  |  |  |  |  |  |  |  |  |  |
| | 3. María Antonia de Junco Pimentel y Rosales                                      |  |  |  |  |  |  |  |  |  |  |  |  |  |  |  |
| |                                                                                   |  |  |  |  |  |  |  |  |  |  |  |  |  |  |  |
| |                                                                                   |  |  |  |  |  |  |  |  |  |  |  |  |  |  |  |
| | 7. María Antonia de Rosales y Angulo                                              |  |  |  |  |  |  |  |  |  |  |  |  |  |  |  |
| |                                                                                   |  |  |  |  |  |  |  |  |  |  |  |  |  |  |  |
| |                                                                                   |  |  |  |  |  |  |  |  |  |  |  |  |  |  |  |